# Рат преко посредника
Посреднички рат или рат преко посредника је израз који се користи за оружани сукоб који зараћене стране воде водза рачун, односно уз логистичку, пропагандну, обавештајну и другу помоћ трећих страна, односно држава које у њему не учествују непосредно.
Ратови преко посредника су феномен који датира још од старог века, а чија је карактеристика најчешће била да су велике државе, односно царства која би дошла у сукоб око неког подручја или економског интереса, а која су из неких економских или политичких разлога настојала да избегну отворено непријатељство, као своје “посреднике” користила своје вазале, трибутарне државе и клијентске државе, односно међусобно супротстављене фракције, кланове, династије или политичке странке унутар једне државе. Тај је феномен постао посебно видљив у време Хладног рата у Трећем свету када су САД и СССР, најчешће на идеолошкој бази, али некада и на основу разних "прагматичних" критерија оружјем, опремом, војним саветницима и на друге начине помагале међусобно супротстављене државе, односно зараћене стране у грађанским ратовима.
Након завршетка Хладног рата, односно у данашњем свету, најважнијим примерима рата преко посредника се сматрају Грађански рат у Сирији где сиријске побуњенике подржава блок који чине САД, ЕУ, Турска, Саудијска Арабија и Катар, док режим председника Башара ел Асада подржавају Русија и Иран. Ратом преко посредника се такођер сматра и рат у Источној Украјини где про-западну и про-европску владу подржавају САД и ЕУ, док про-руске сепаратисте у Донбасу подржава Русија.
Ова врста рата уобичајена је за конфликте који су се јавили после Другог светског рата, а посебно за време Хладног рата, јер се сматрало да су посреднички ратови били сигурнији за вођење у условима могућег нуклеарног конфликта. – Такође, постало је очигледно и једној и другој великој сили да је много јефтиније наоружати и опремити неку мању нацију или војску него ићи лично у рат. Исто тако, пошто је јавно мњење, формирано преко масовних медија, поготову у САД, постајало релевантан фактор, политички је било лакше и сигурније не слати војску директно на бојишта, већ наоружавати побуњенике попут муџахедина у Совјетско-авганистанском рату.
Посреднички ратови су такође  избијали у независним конфликтима у које би се касније умешале велике силе. Пример је Шпански грађански рат, који је почео као конфликт Републиканаца и Фашиста у који су се упетљале Немачка и Италија на страни Франка и СССР и интернационална коалиција, под називом Интернационалне бригаде .

## Опште
Често се дешавало да губитничка страна у неком обрачуну држава, која је остала без политичке или финансијске снаге да води нови рат, прибегава тактици стварања и одржавања конфликата мањег интензитета преко треће стране, усмерених против победничке државе. Пример за то је више ратова вођених  између Израела и арапских држава, из којих је као победник редовно излазио Израел. Арапске државе су због тога прибегле стварању и одржавању милитантних организација попут Хезболаха, који већ деценијама води герилски рат против Израела.
Такође, услед притиска јавног мњења, велике силе често су приморане да воде ратове преко својих савезника у појединим земљама. После Вијетнамског рата, рецимо, који је донео огроман број жртава и поларизовао јавно мњење, САД се веома чувају директног учешћа у ратовима, поготову после неколико веома заморних интервенција на Блиском истоку, које су донеле незадовољство у народу. Најновији пример је рат у Сирији у коме САД учествује помажући такозване “умерене“ побуњенике у борби против легално изабране сиријске владе, којој помаже Русија.
Овим ратовима се прибегава и у случајевима да нека сила жели да избегне осуду  међународних организација попут УН у случајевима кршења примирја или договора постигнутих уз посредовање УН а који, из разних разлога не одговарају некој од земаља које су биле приморане да на то пристану.
И на крају, треба поменути и економски фактор. Пуно је јефтиније помагати одређене групе или организације него ангажовати своје снаге на терену. Сав напор и штетне ефекте сукоба тада подносе клијентске организације или државе.

### Ефекти
Посреднички ратови генерално имају дестабилизирајући ефекат на област или државу у којој се воде. На пример,конфликти ове природе, што између Израела и Палестине, што између Ирана и Саудијске Арабије, гурнуле су овај део свет у хаос, безнађе и деструкцију, укључујући и велике људске и материјалне жртве. Само у Ираку погинуло је преко 500.000 људи од 2003.